# 여흥부대부인
여흥부대부인 민씨(驪興府大夫人 閔氏, 1818년 3월 9일(음력 2월 3일) ~ 1898년 1월 8일(1897년 음력 12월 16일))는 조선의 부대부인이자, 대한제국의 추존 제후왕비이다. 흥선대원군의 아내이며 고종의 어머니이다. 시호는 순목(純穆)이다.
고종, 흥친왕 이재면 형제의 어머니이며, 명성황후와는 친정 쪽으로 12촌간이 된다. 또한 민정중의 5대손인 시어머니 민씨와는 14촌간이다. 대한제국 수립 후 남편 흥선대원군이 대원왕으로 추봉되면서, 대원왕비로 추봉되었다. 순목대원비(純穆大院妃) 또는 순목대원왕비(純穆大院王妃), 순목대원후(純穆大院后), 순목대원왕후(純穆大院王后) 등으로도 불린다.

## 생애

### 출생과 가계
1818년(순조 18년) 2월 3일, 한성부 양덕방의 사제에서 아버지 민치구(閔致久)와 어머니 통덕랑 이옥의 딸 전주 이씨(全州 李氏)의 3남 2녀중 장녀로 태어났다.
본관은 여흥이며, 숙종의 계비인 인현왕후의 아버지 민유중의 6대손이다. 어머니 전주이씨는 선조의 아버지 덕흥대원군 초의 후손으로, 하원군 정의 11대손이다. 철종 대에 역모죄로 사사당한 도정궁 이하전의 고모이다.
남동생인 민승호는 11촌 아저씨인 민치록의 양자로 입적되었는데, 민치록의 딸이 고종의 왕비인 명성황후이다. 민승호는 고종의 외숙부인 동시에 명성황후의 양오빠가 되어 흥선대원군 하야 이후 민씨 척족의 수장이 되었으나 1874년(고종 11년), 의문의 폭탄 테러로 사망하였다.(→민승호 일가 암살 사건)
막내 남동생인 민겸호는 선혜청 당상으로 부정부패를 일삼다 임오군란 당시 군인들에게 피살되었다.

### 흥선군과의 혼인
1831년(순조 31년), 14세의 나이로 남연군의 넷째 아들인 흥선군 이하응과 혼인하였다. 남편 이하응이 흥선부정과 흥선정에 봉해지면서 신인(慎人, 정3품 종친의 처)과 신부인(慎夫人, 정3품 당상 종친의 처)으로 봉작되었고, 1843년(헌종 9년), 이하응이 흥선군으로 진봉되면서 민씨 역시 현부인으로 진봉되었다. 흥선군과의 사이에서 2남 2녀를 두었다.
시어머니는 여흥민씨인데, 그는 민유중의 6대손이었고, 시어머니 여흥군부인 민씨는 민정중의 5대손이었다. 따라서 13촌 고모뻘이었다. 또한 후일 둘째 아들 고종의 비가 된 명성황후 민씨는 12촌 자매간이다. 그는 민유중의 세번째 후처 풍창부부인 조씨의 아들 민진영의 5대손이고, 명성황후는 민유중의 두번째 후처 은성부부인 송씨의 아들 민진후의 5대손이다. 민진후와 민진영은 이복 형제간이다. 시어머니인 여흥군부인 민씨는 명성황후에게도 13촌 고모뻘이 된다.

### 부대부인에 봉작
1863년(철종 14년) 12월, 철종이 후사 없이 승하하자 왕위 계승권은 철종의 4촌인 익평군의 아들과 철종의 호적상 6촌인 흥선군의 아들들로 압축되었다. 흥선군은 신정왕후를 자주 찾아 친분을 쌓고 자신의 아들 중 한 명을 익종의 양자로 삼는다는 조건으로 왕위 계승에 대한 동의를 얻어냈다.
신정왕후는 흥선군과 민씨의 둘째 아들 재황(載晃, 고종)을 익종의 양자로 삼아 익성군(益成君)의 군호를 내리고 왕으로 즉위시켰다. 흥선군이 왕의 사친으로 대원군에 봉작되면서 민씨 또한 대원군의 부인에게 부여하는 부대부인의 작호를 하사받고 여흥부대부인(驪興府大夫人)에 봉작되었다.

### 천주교 신앙
여흥부대부인은 천주교 신자로, 일과문(日課文)을 읽었으며, 아들 재황이 임금이 되자 운현궁에서 감사 미사를 올리기도 하였다. 흥선대원군은 천주교에 별다른 반감을 가지고 있지 않았으며 표면적으로는 반대하면서도 아내의 천주교 신앙을 묵인하였다.
베이징 조약으로 청나라가 러시아 제국에 연해주를 할양하면서, 조선과 러시아는 두만강 하류를 경계로 국경을 접하게 되었다. 청나라에서는 베이징 조약으로 인해 천주교의 포교가 허용되었다. 1864년(고종 1년), 러시아인이 함경도 경흥을 통해 조선과의 통상을 요구하자 조선 정부는 이를 거부하였다.
한편 러시아의 통상 요구에 위기감을 느낀 흥선대원군은 조선에 입국한 프랑스 주교 베르뇌를 통해 프랑스 정부의 도움을 받아 러시아 제국을 견제하려 하였다. 부대부인은 아들 고종의 유모이자 천주교 신자인 박(朴)마르타를 통해 베르뇌 주교와 접촉하려 하였으나, 베르뇌 주교는 정치 보다 신앙의 포교에 중점을 두었다. 이들에게서 정치적 이점을 얻을 수 없게 되고, 대신들 또한 동학과 천주교를 혹세무민의 사교로 교세확장에 대해 반발하였다. 대원군은 천주교 탄압에 대한 교령을 발표하고 베르뇌를 비롯한 프랑스인 선교사들과 조선인 천주교도 수천명을 처형하였다. 병인박해를 구실로 프랑스군이 강화도를 침범하였다.(→병인양요)
1886년(고종 23년), 조불 수호 통상 조약으로 조선 내에서 천주교의 포교의 자유가 허용되었다. 부대부인은 1896년 파리 외방전교회의 뮈텔 주교의 집전하에 세례를 받았다. 세례명은 마리아이다.

### 임오군란 전후
1882년(고종 19년) 6월, 신식 군대인 별기군과의 차별 대우와 밀린 월급을 제때 받지 못한 군인들의 불만이 폭발하였다. 군인들은 밀린 월급을 쌀로 받아가라는 지시에 선혜청에 몰려들었는데, 모래와 겨가 섞인 쌀을 받자 불만이 폭발하였고 세를 모아 군란을 일으켰다. 
임오군란이 발생하자 성난 군인들이 군란의 원인으로 명성황후를 지목하였고, 왕비를 색출하기 위해 궁궐에 난입하였다. 한편 군인들의 추대를 받아 정계에서 물러난 흥선대원군이 재집권하였다. 부대부인 민씨 또한 입궐하여 자신이 타고 온 사인교에 명성황후를 숨겨주었다. 명성황후는 부대부인의 가마를 타고 궁궐을 빠져나와 장호원으로 피신하였다. 부대부인의 동생이자 대원군의 처남인 민겸호는 선혜청 당상으로 있으면서 부정부패를 저질렀고, 명성황후와 더불어 민씨 척족의 원흉으로 지목되어 난병들에 의해 난자당했다.
흥선대원군은 임오군란을 진압하기 위해 출병한 청나라 군대에 의해 톈진으로 압송되었다.

### 사망
1898년(광무 2년) 1월 8일, 사망하였다. 바로 빈청이 마련되고 장례기간 도중 남편 흥선대원군이 죽어 처음 경기도 고양군 용강면 공덕리 율동(栗洞)부락 인좌(寅坐)에 합장됐다가 다시 경기도 파주군 운천면 대덕동(후일의 파주시 문산읍 대덕리)로 이장되었으며 후에 다시 경기도 양주군 화도면 창현리, 후일의 남양주시 화도읍 창현리 현재의 위치로 이장되었다.
1907년, 흥선대원군을 헌의대원왕(獻懿大院王)으로 추존할 때 여흥부대부인 또한 순목대원비(純穆大院妃) 또는 순목대원왕비로 추존되었다. 묘소는 경기도 남양주시 화도읍에 위치한 흥원(興園)으로 흥선대원군과 합장되었다. 그와 흥선대원군의 묘소 우측에는 신도비와 국태공원소 표석, 그리고 건너편에는 운현궁 일가의 납골묘가 소재해 있다.

## 가족 관계
| 조선의 부대부인 대한제국의 추존 제후비 | 순목대원비 민씨 純穆大院妃 閔氏 | 출생                                                  | 사망                                                                             |
| 조선의 부대부인 대한제국의 추존 제후비 | 순목대원비 민씨 純穆大院妃 閔氏 | 1818년 3월 9일 (음력 2월 3일) 조선 한성부 양덕방 사제 | 1898년 1월 8일 (1897년 음력 12월 16일) (79세) 대한제국 한성부 용산방 공덕리 사제 |

|    |                     | 본관 | 생몰년          | 부모                              | 비고 |
| -- | ------------------- | ---- | --------------- | --------------------------------- | ---- |
| 부 | 민치구 閔致久       | 여흥 | 1795년 - 1874년 | 민단현 閔端顯 밀양 박씨 密陽 朴氏 |      |
| 모 | 전주 이씨 全州 李氏 | 전주 | ? - 1873년      | 이옥 李火+玉 경주 김씨 慶州 金氏  |      |

| 조선의 대원군 대한제국의 추존 제후왕 | 흥선헌의대원왕 興宣獻懿大院王 | 출생 | 1821년 1월 24일 (1820년 음력 12월 21일) 조선 한성부 안국동               |
| 조선의 대원군 대한제국의 추존 제후왕 | 흥선헌의대원왕 興宣獻懿大院王 | 사망 | 1898년 2월 22일 (음력 2월 2일) (77세) 대한제국 한성부 용산방 공덕리 사저 |

| 작호 | 작호                                  | 이름            | 생몰년          | 배우자                                            | 비고                             |
| ---- | ------------------------------------- | --------------- | --------------- | ------------------------------------------------- | -------------------------------- |
| 장녀 | 이씨 李氏                             |                 | 1838년 - 1869년 | 조경호 趙慶鎬                                     |                                  |
| 장남 | 흥친왕 興親王 완흥군 完興君           | 재면 載冕       | 1845년 - 1912년 | 풍산 홍씨 豊山 洪氏 흥친왕비 이씨 興親王妃 李氏   |                                  |
| 차남 |                                       | 재황 載晃 희 㷩 | 1852년 - 1919년 | 명성태황후 민씨 明成太皇后 閔氏 명성황후 明成皇后 | 제26대 국왕 대한제국의 초대 황제 |
| 차남 | 고종 태황제 高宗 太皇帝 익성군 益成君 | 재황 載晃 희 㷩 | 1852년 - 1919년 | 명성태황후 민씨 明成太皇后 閔氏 명성황후 明成皇后 | 제26대 국왕 대한제국의 초대 황제 |
| 차녀 | 이씨 李氏                             |                 | 1861년 - 1899년 | 조정구 趙鼎九                                     |                                  |

| 조경호의 처 이씨                                        | 조경호의 처 이씨                                   | 흥친왕 이재면                             | 흥친왕 이재면                                      |
| ------------------------------------------------------- | -------------------------------------------------- | ----------------------------------------- | -------------------------------------------------- |
| 조한국 趙漢國                                           | 김흥규의 처 조씨 이재극의 처 조씨 이면구의 처 조씨 | 이준용 李埈鎔 이문용 李汶鎔               | 김인규의 처 이씨 김두한의 처 이씨 김규정의 처 이씨 |
| 고종                                                    | 고종                                               | 조정구의 처 이씨                          | 조정구의 처 이씨                                   |
| 완친왕 完親王 순종 純宗 의친왕 義親王 의민태자 懿愍太子 | 덕혜옹주 德惠翁主                                  | 조남승 趙南升 조남익 趙南益 조남복 趙南復 | 조계진 趙季珍                                      |

## 여흥부대부인 민씨가 등장한 작품

### 드라마
- 1990년 《대원군》(MBC 드라마) - (배우: 엄유신)
- 1995년 《찬란한 여명》(KBS 드라마) - (배우: 김창숙)
- 2001년 《명성황후》(KBS 드라마) - (배우: 이덕희)

## 같이 보기
- 흥선대원군
- 흥친왕
- 고종 (대한제국)
- 원경왕후
- 인현왕후
- 명성황후